# Château de Hara
Le château de Hara (原城, Hara-jō) se trouve dans la province de Hizen, dans l'actuelle ville de Minamishimabara. C'est dans ce château que furent assiégés les paysans révoltés durant la rébellion de Shimabara (1637-1638).
En conséquence de cette rébellion, le shogun décida d'expulser les Portugais du Japon. Les Hollandais au même moment gagnaient la confiance des autorités japonaises en bombardant le château de Hara où s'étaient réfugiés les insurgés, s'octroyant ainsi le monopole du commerce européen avec le Japon.
Le monument fait partie des « sites chrétiens cachés de la région de Nagasaki » et est inscrit au patrimoine mondial de l'UNESCO en 2018.

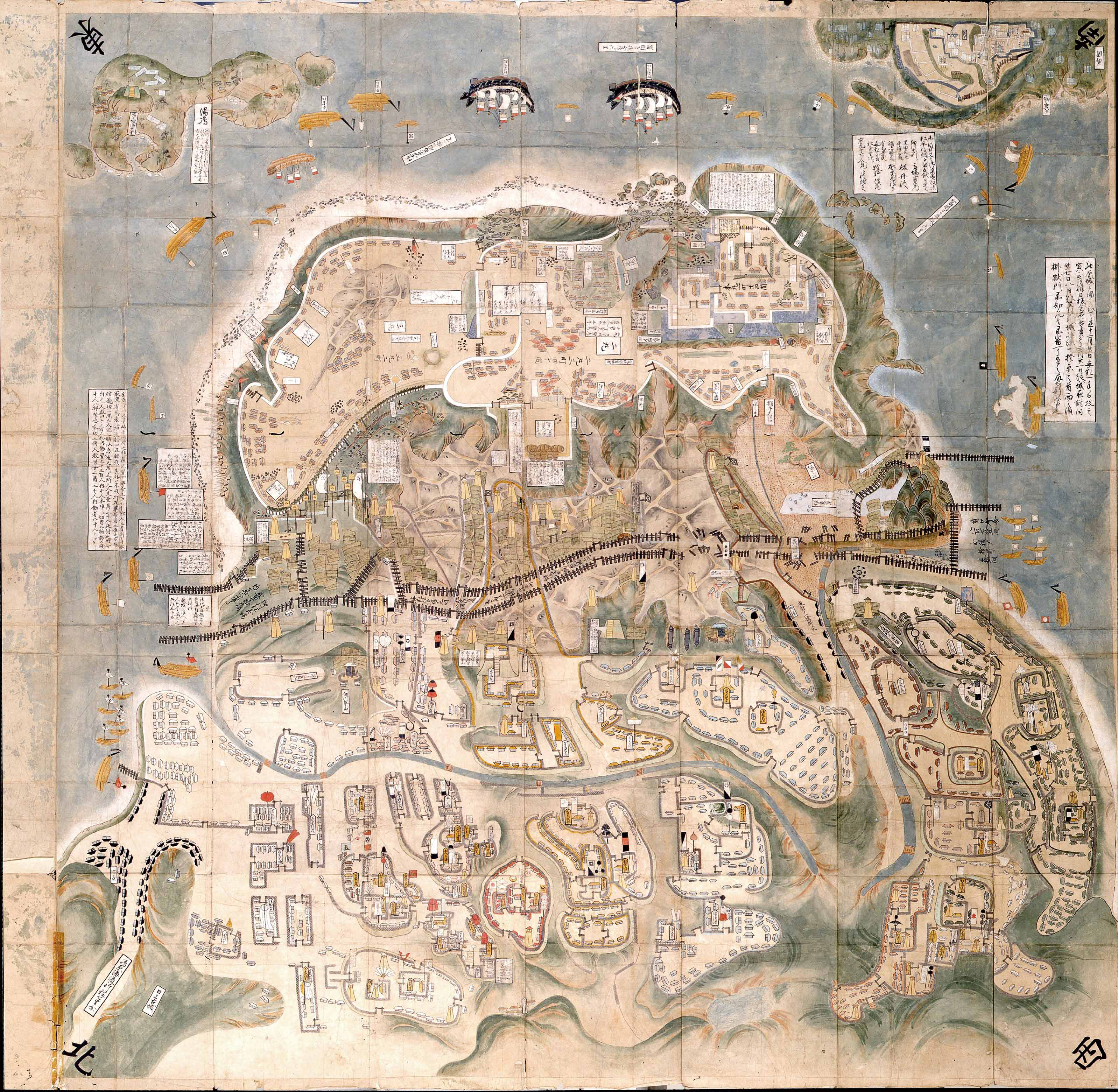
Carte du château assiégé durant la rébellion de Shimabara.
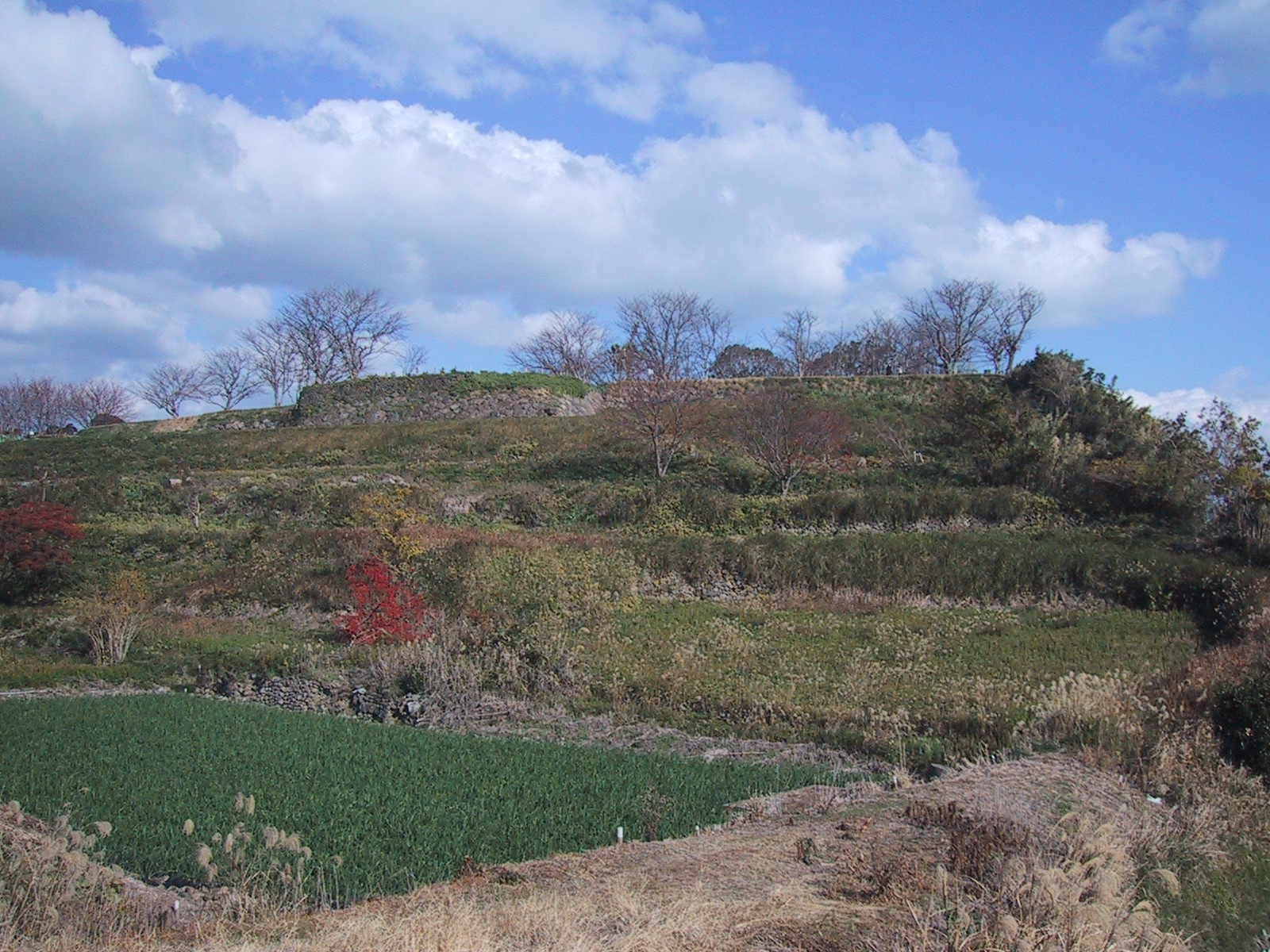
Restes du château de Hara.